# Apomecyna luzonica
Apomecyna luzonica är en skalbaggsart som beskrevs av Stefan von Breuning 1938. Apomecyna luzonica ingår i släktet Apomecyna och familjen långhorningar.
Artens utbredningsområde är Filippinerna. Inga underarter finns listade i Catalogue of Life.